# Polypedilum xiborena
Polypedilum xiborena är en tvåvingeart som beskrevs av Bidawid 1996. Polypedilum xiborena ingår i släktet Polypedilum och familjen fjädermyggor. Inga underarter finns listade i Catalogue of Life.